# Anuretes fallolunulus
Anuretes fallolunulus är en kräftdjursart som först beskrevs av Lewis 1967.  Anuretes fallolunulus ingår i släktet Anuretes och familjen Caligidae. Inga underarter finns listade i Catalogue of Life.